# Sádek (ort i Tjeckien, Mellersta Böhmen)
Sádek är en ort i Tjeckien.   Den ligger i regionen Mellersta Böhmen, i den centrala delen av landet, 50 km sydväst om huvudstaden Prag. Sádek ligger 482 meter över havet och antalet invånare är 224.
Terrängen runt Sádek är kuperad åt nordväst, men åt sydost är den platt.Runt Sádek är det ganska tätbefolkat, med 86 invånare per kvadratkilometer. Närmaste större samhälle är Příbram, 5,2 km söder om Sádek. Omgivningarna runt Sádek är en mosaik av jordbruksmark och naturlig växtlighet.